# Flight and Navigation Procedures Trainer

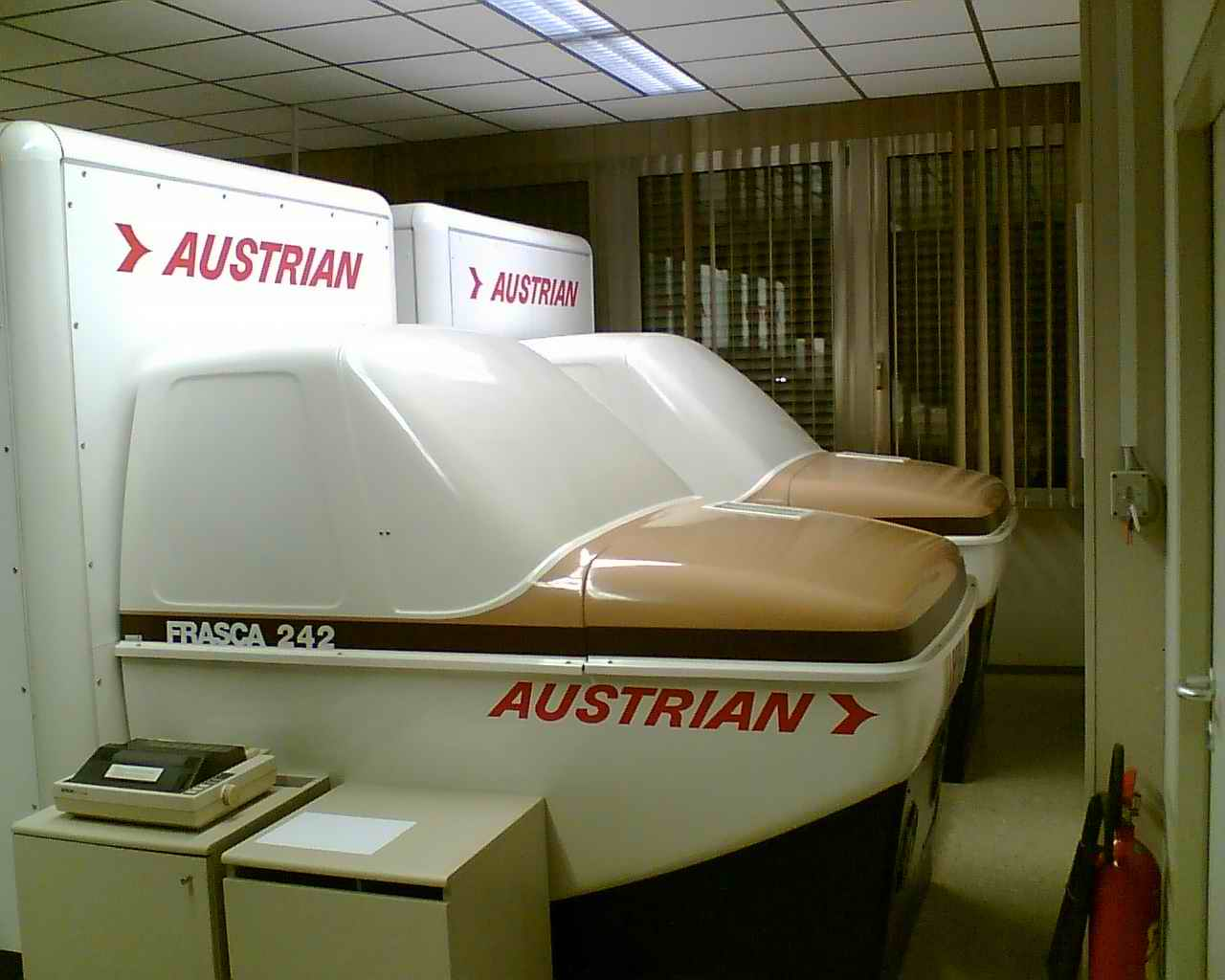
Flight and Navigation Procedures Trainer

Als Flight and Navigation Procedures Trainer (FNPT) wird eine Klasse von synthetischen Flugübungsgeräten – Synthetic Training Device (STD) – bezeichnet, welche in Europa in der Ausbildung von Piloten eingesetzt werden.

## Regulativ
Während im allgemeinen Sprachgebrauch bei Flugübungsgeräten salopp immer generell von Flugsimulatoren gesprochen wird, bezeichnen in Europa die Joint Aviation Authorities (JAA) diese als sog. Synthetic Training Devices (STD), welche ihrerseits in 4 verschiedene Klassen unterteilt werden:
- Flight Simulator (FS)
- Flight Training Device (FTD)
- Flight and Navigation Procedures Trainer (FNPT)
- Other Training Device (OTD)

Die JAA publiziert einheitliche europäische Vorschriften in den Joint Aviation Requirements (JARs), die Regelungen für Synthetic Training Devices findet man in den JAR-STD. Die Klasse der FNPT ist seit 1999 in JAR-STD 3A (für Flugzeuge) und JAR-STD 3B (für Hubschrauber) geregelt.

## Flight and Navigation Procedures Trainer Type I (FNPT-I)

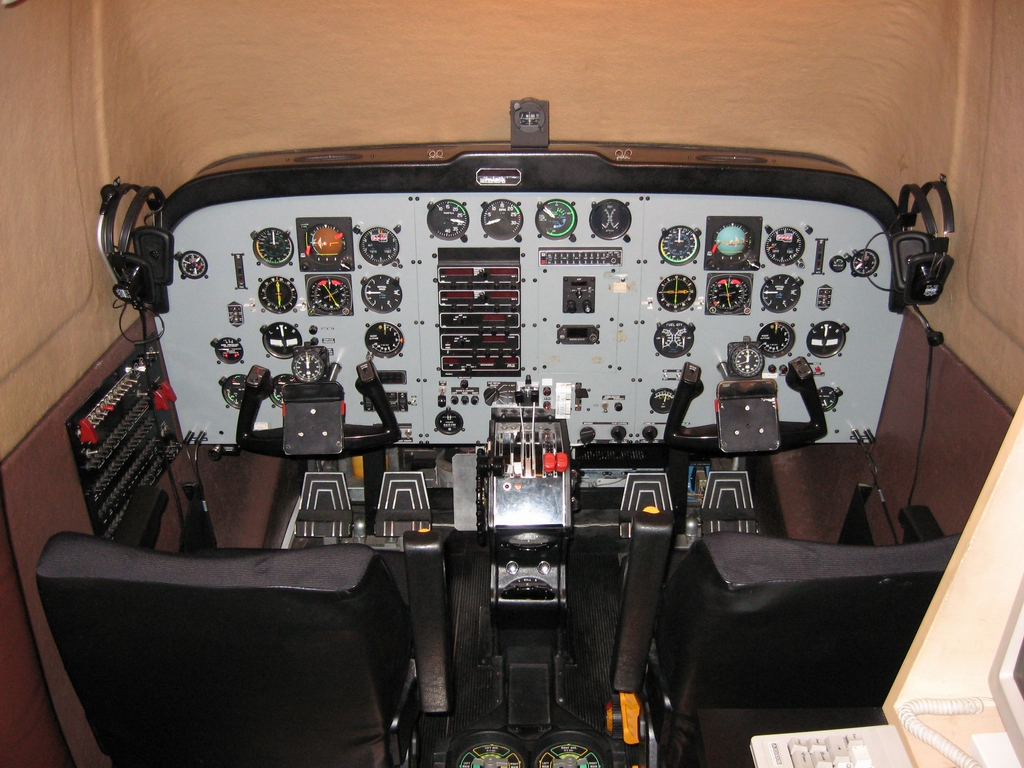
FNPT-I Verfahrenstrainer Frasca 242 / Cessna 310R

Der Aufbau und Umfang eines FNPT-I repräsentiert die typische Ausrüstung einer Klasse von ein- oder mehrmotorigen Flugzeugen (z. B. "MEP" – multi engine piston, mehrmotorige Propellerflugzeuge). Er kann, muss aber nicht zwingend, einem konkreten Flugzeugtyp entsprechen, ebenso ist ein Sichtsystem (Visualator) und Bewegungssystem (Motion) nicht vorgeschrieben. Flugcharakteristik und Verhalten der Systeme muss größtenteils dem eines echten Flugzeuges entsprechen. In der Regel finden FNPT-I in der Grundschulung des Instrumentsflugs Verwendung.

## Flight and Navigation Procedures Trainer Type II (FNPT-II)

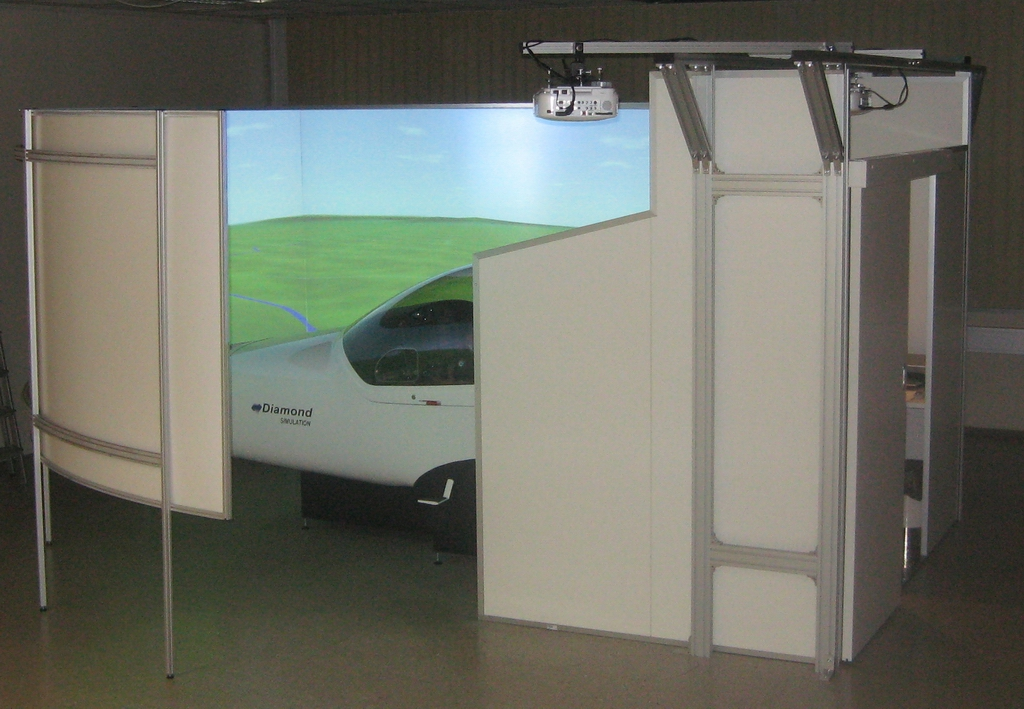
FNPT-II Verfahrenstrainer Diamond D-SIM-42 / DA42

Auch der FNPT-II ist ein fixes (ohne Bewegungssystem) Flugübungsgerät. Zusätzlich zu den Anforderungen des FNPT-I muss der FNPT-II über ein Sichtsystem verfügen und eine Klasse oder Type eines mehrmotorigen Flugzeuges repräsentieren. Flugcharakteristik, Geräuschkulisse und (Fehler-)Verhalten der Systeme muss dem eines echten Flugzeuges entsprechen, die Installation muss das Üben von Systemausfällen und Abhandeln von Notverfahren realitätsnah erlauben. FNPT-II können zusätzlich zur Grundschulung des Instrumentenfluges auch teilweise für die Erlangung einer Klassenberechtigung hinzugezogen werden.

## Flight and Navigation Procedures Trainer Type II Multi-Crew Co-operation (FNPT-II MCC)
Während viele Airlines mit eigener ab initio Ausbildung die Einschulung auf Verfahren für Flugzeugen mit mehreren Piloten (Multi-Crew Co-operation Course, MCC) auf echten Flugsimulatoren (FS) durchführen, bestünde theoretisch auch die Möglichkeit, das MCC-Training auf FNPT-II MCC zu absolvieren.
Damit ein FNPT-II die Zulassung für MCC-Ausbildungen erlangen kann, sind zusätzlich zu den zuvor genannten Voraussetzungen noch weitere erforderlich. So muss beispielsweise ein Flugzeug mit Strahltriebwerk oder Turboprop simuliert werden sowie u. a. Systeme zur Druckkabinenregelung, Enteisung und Autopilot vorhanden sein.